# Буа-Коломб
Буа́-Коло́мб (фр. Bois-Colombes) — місто та муніципалітет у Франції, у регіоні Іль-де-Франс, департамент О-де-Сен. Населення — 29 765 осіб (01.01.2021).
Муніципалітет розташований на відстані близько 10 км на північний захід від Парижа, 6 км на схід від Нантера.

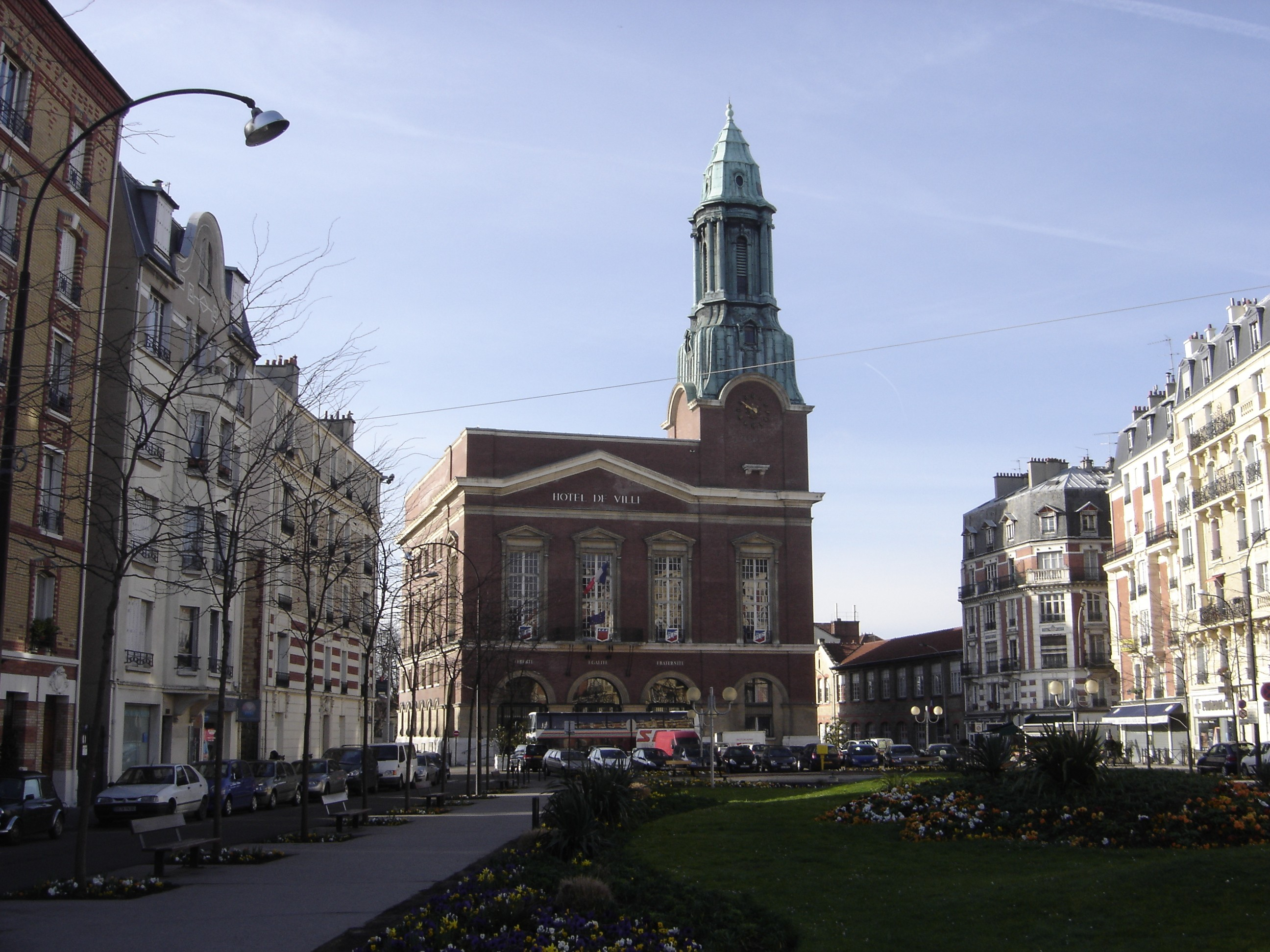
Мерія

## Демографія
Динаміка населення (INSEE ):
Розподіл населення за віком та статтю (2006):
| Стать | Всього | До 15 років | 15-24 | 25-44 | 45-64 | 65-85 | Понад 85 |
| --- | ------ | ----------- | ----- | ----- | ----- | ----- | -------- |
| Чоловіки | 12 529 | 2715        | 1514  | 4171  | 2798  | 1239  | 92       |
| Жінки | 14 618 | 2702        | 1634  | 4662  | 3155  | 2051  | 414      |
| \| Статево-вікова піраміда \| Статево-вікова піраміда \| Статево-вікова піраміда \| \| ----------------------- \| ----------------------- \| ----------------------- \| \| Чоловіки \| Вік \| Жінки \| \| 92 \| 85 + \| 414 \| \| 207 \| 80-84 \| 571 \| \| 332 \| 75-79 \| 514 \| \| 359 \| 70-74 \| 530 \| \| 341 \| 65-69 \| 436 \| \| 495 \| 60-64 \| 522 \| \| 682 \| 55-59 \| 800 \| \| 782 \| 50-54 \| 932 \| \| 839 \| 45-49 \| 901 \| \| 1027 \| 40-44 \| 1108 \| \| 1065 \| 35-39 \| 1207 \| \| 1099 \| 30-34 \| 1198 \| \| 980 \| 25-29 \| 1149 \| \| 788 \| 20-24 \| 882 \| \| 726 \| 15-20 \| 752 \| \| 817 \| 10-14 \| 814 \| \| 929 \| 5-9 \| 872 \| \| 969 \| 0-4 \| 1016 \| |        |             |       |       |       |       |          |
| Статево-вікова піраміда |        |             |       |       |       |       |          |
| Чоловіки | Вік    | Жінки       |       |       |       |       |          |
| 92 | 85 +   | 414         |       |       |       |       |          |
| 207 | 80-84  | 571         |       |       |       |       |          |
| 332 | 75-79  | 514         |       |       |       |       |          |
| 359 | 70-74  | 530         |       |       |       |       |          |
| 341 | 65-69  | 436         |       |       |       |       |          |
| 495 | 60-64  | 522         |       |       |       |       |          |
| 682 | 55-59  | 800         |       |       |       |       |          |
| 782 | 50-54  | 932         |       |       |       |       |          |
| 839 | 45-49  | 901         |       |       |       |       |          |
| 1027 | 40-44  | 1108        |       |       |       |       |          |
| 1065 | 35-39  | 1207        |       |       |       |       |          |
| 1099 | 30-34  | 1198        |       |       |       |       |          |
| 980 | 25-29  | 1149        |       |       |       |       |          |
| 788 | 20-24  | 882         |       |       |       |       |          |
| 726 | 15-20  | 752         |       |       |       |       |          |
| 817 | 10-14  | 814         |       |       |       |       |          |
| 929 | 5-9    | 872         |       |       |       |       |          |
| 969 | 0-4    | 1016        |       |       |       |       |          |

## Економіка
2010 року серед 19 487 осіб працездатного віку (15—64 років) 15 452 були активними, 4035 — неактивними (показник активності 79,3%, у 1999 році було 75,6%). З 15 452 активних мешканців працювало 13 909 осіб (6704 чоловіки та 7205 жінок), безробітними було 1543 (736 чоловіків та 807 жінок). Серед 4035 неактивних 2132 особи були учнями чи студентами, 940 — пенсіонерами, 963 були неактивними з інших причин.

У 2010 році в муніципалітеті числилось 12114 оподаткованих домогосподарств, у яких проживали 28210,5 особи, медіана доходів виносила 26 399 євро на одного особоспоживача

## Галерея зображень

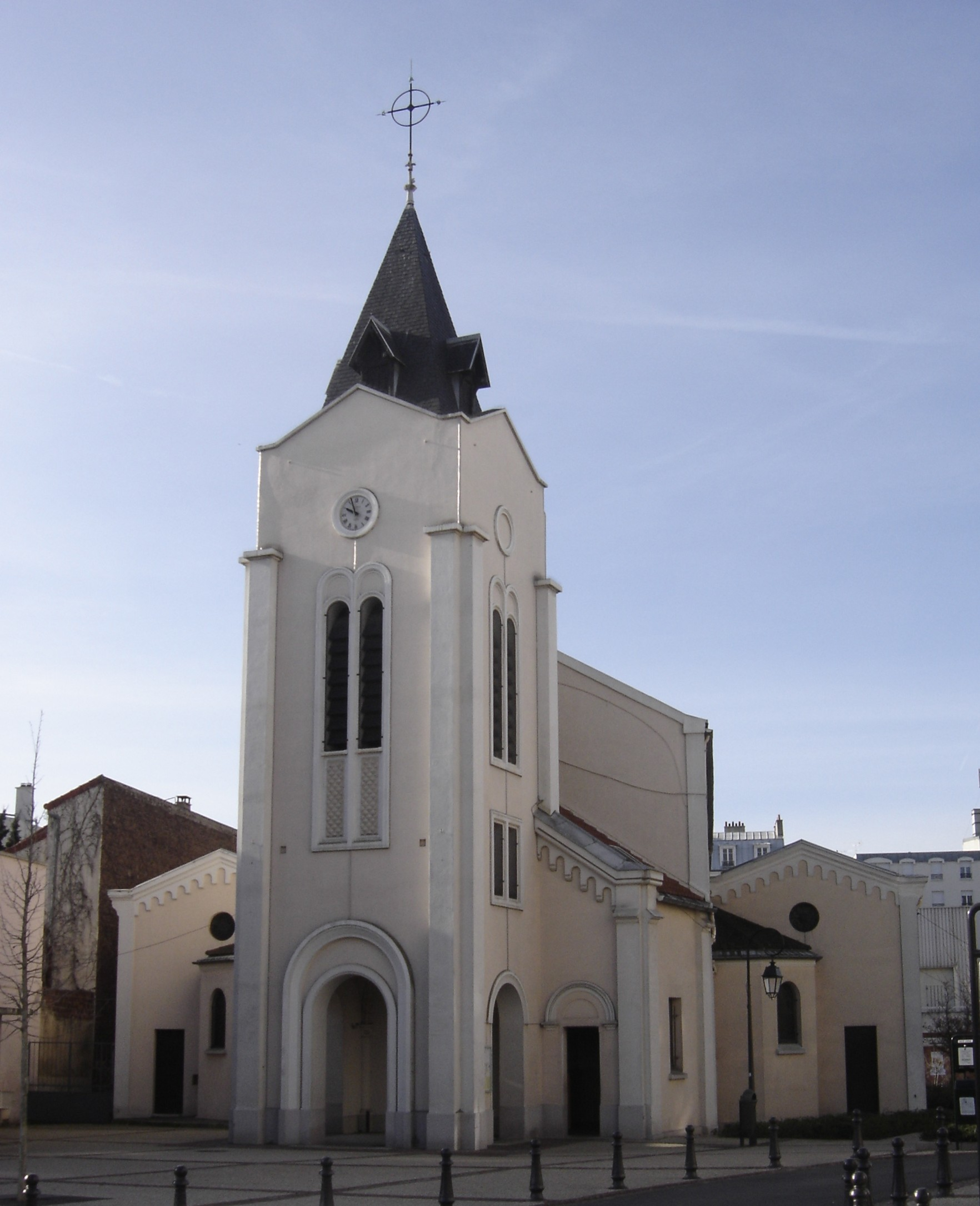
Церква Богоматері Неустанної Помочі
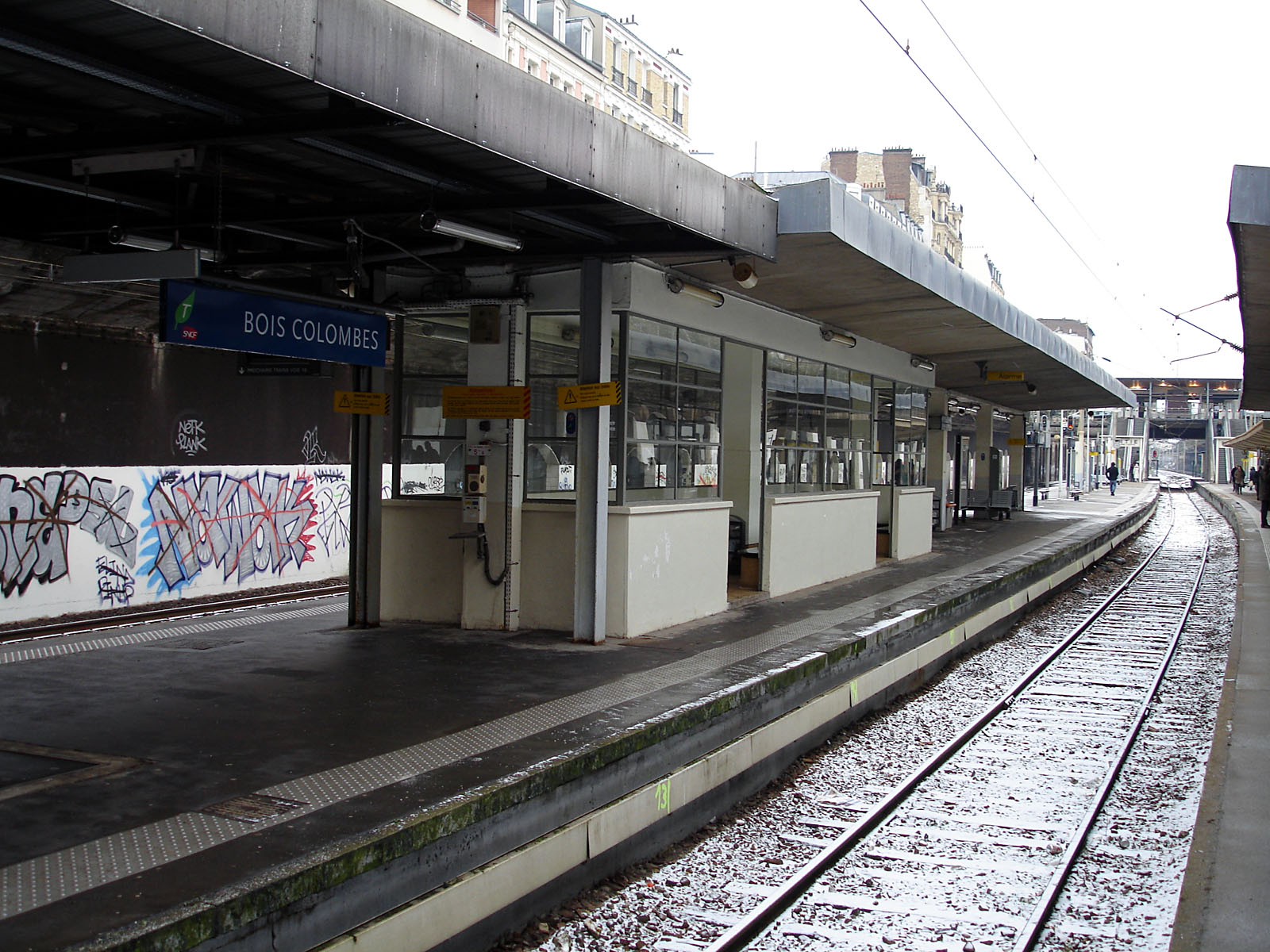
Залізнична станція Буа-Коломб

## Песоналії
- Анрі Літольф (1818—1891) — французький піаніст-віртуоз, композитор, капельмейстер, видавець.
- Клод Ланзман (1925—2018) — французький журналіст, кінорежисер-документаліст та сценарист
- Мішель Кадо (* 1926) — французький літературознавець і україніст. Доктор філології (1967). Член НТШ (1998)
- Катрін Бежен (1939—2013) — канадська акторка.
- Людмила Мікаель (*1947) — французька акторка театру і кіно. Дочка французького художника українського походження Петра Дмитрієнка.